# Godmania dardanoi
Godmania dardanoi là một loài thực vật có hoa trong họ Chùm ớt. Loài này được (J.C.Gomes) A.H.Gentry mô tả khoa học đầu tiên năm 1976.